# 老仑洞革命活动旧址
老仑洞革命活动旧址，位于中国广东省揭阳市惠来县惠城镇盐岭村，为惠来县的一个县级文物保护单位，类型为近现代重要史迹及代表性建筑，公布时间为1979年4月。
老仑洞革命活动旧址的历史年代为1929—1935年。